# インド・スキタイ王国

インド・スキタイ王国

インド・スキタイ王国の領域。

インド・スキタイ王国（インド・スキタイおうこく、英語：Indo-Scythian Kingdom）は、紀元前1世紀の西北インドに興ったスキタイ系のサカ人による諸王朝。インド・スキタイ朝、インド・サカ王朝、サカ王朝、サカ王国ともいう。インド・グリーク朝の文化を受け継ぎ、多くのコインを残した。

## 歴史

### 遊牧民の大移動と建国
紀元前2世紀、モンゴル高原の覇者となった匈奴は西域攻略を開始すべく、手始めとして敦煌付近にいた月氏を駆逐した。月氏はイシク湖周辺にまで逃れ、もともとそこにいた塞族（サカ人）を追い出してその地に居座った。追い出された塞族は縣度（パミール高原、ヒンドゥークシュ山脈）を越えてガンダーラ地方に罽賓国を建てたり、途中のパミール山中に休循国や捐毒国を建てたりした。これらの国々がインド・スキタイ王国なのかは不明だが、紀元前85年頃には北方遊牧民（広義のスキタイ：サカ）が西北インドに侵入し、インド・グリーク朝を滅ぼして自らの王国を築いた。

## 文化

### インド・スキタイのコイン
インド・スキタイ王国もインド・グリーク朝にならい、多くのコイン（銀貨、銅貨）を鋳造した。コインの表にはギリシア文字／ギリシア語の銘文と王の騎馬像が、裏にはカローシュティー文字／ガンダーラ語の銘文と神の像が刻まれている。

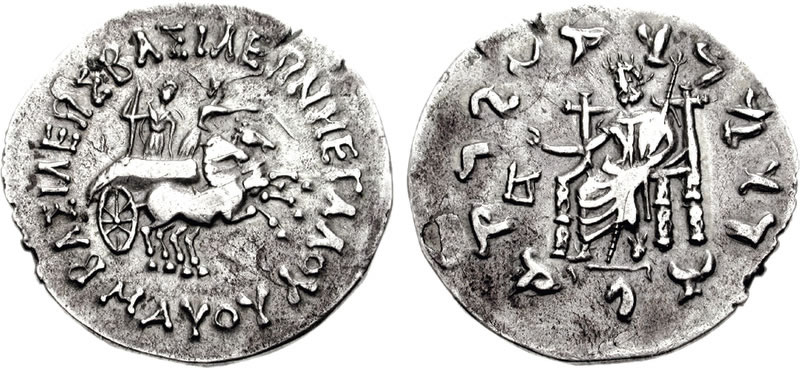
マウエスのコイン

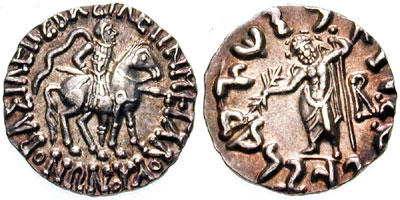
スパラホレスのコイン

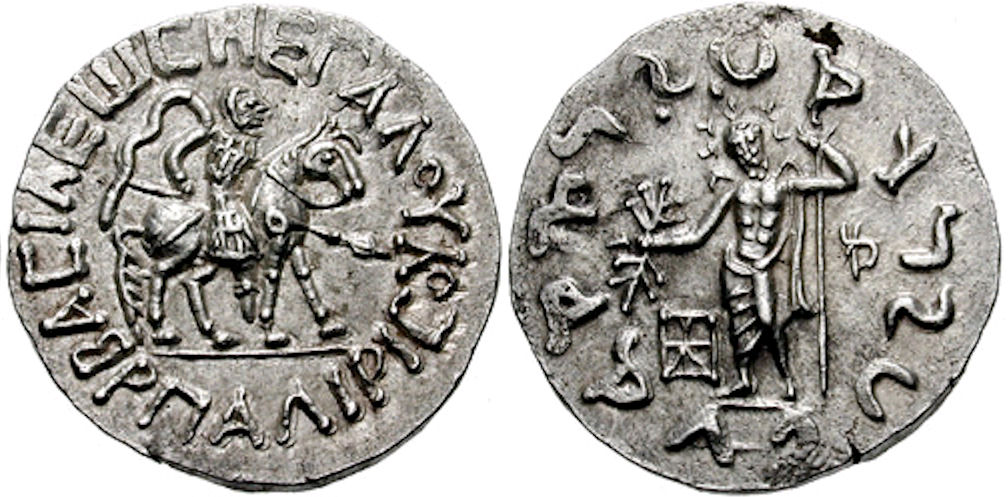
スパリリセスのコイン

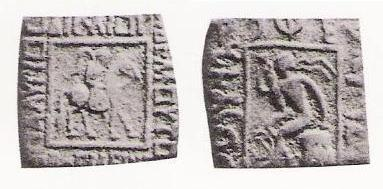
スパラガダメスのコイン

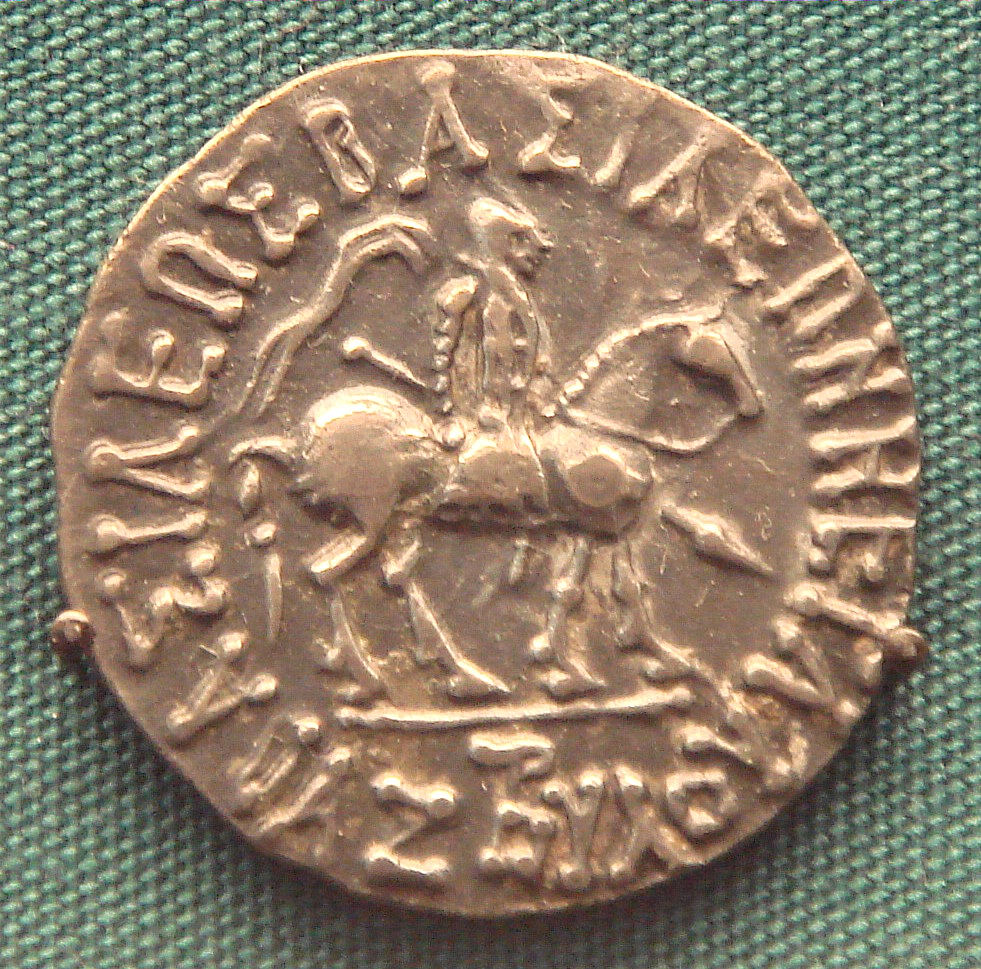
アゼス1世のコイン

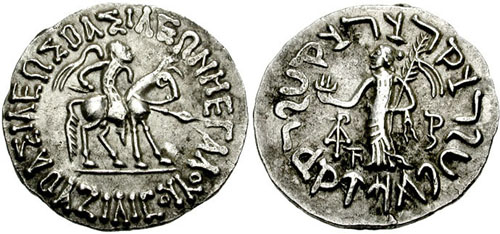
アズィリセスのコイン

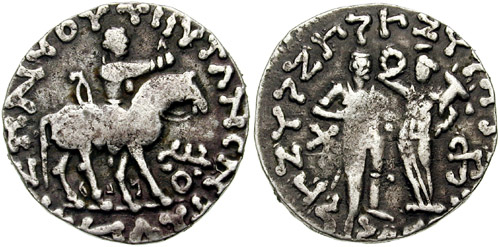
ゼイオニセスのコイン

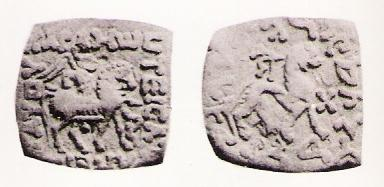
カラホステスのコイン

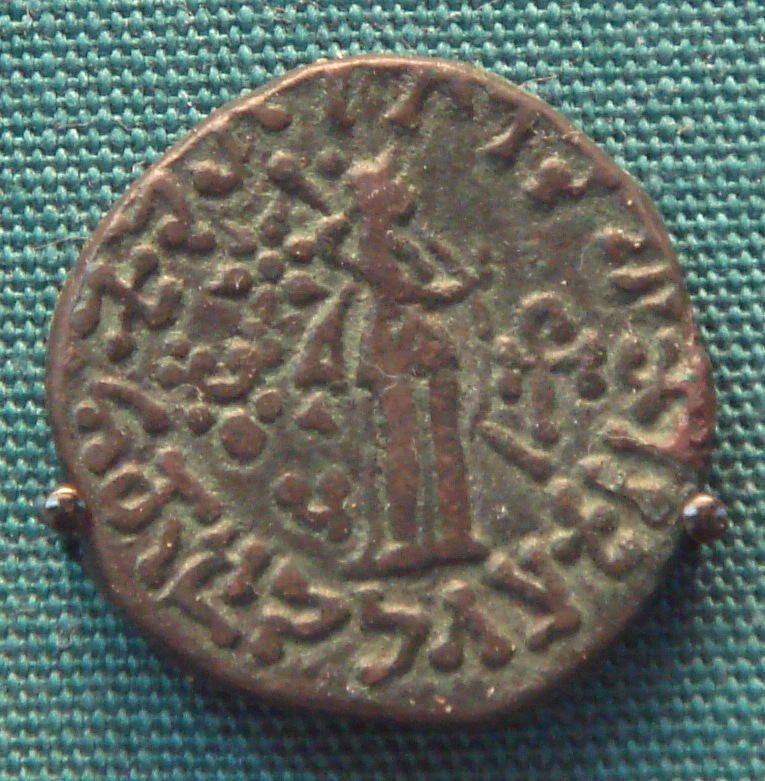
アスパヴァルマのコイン

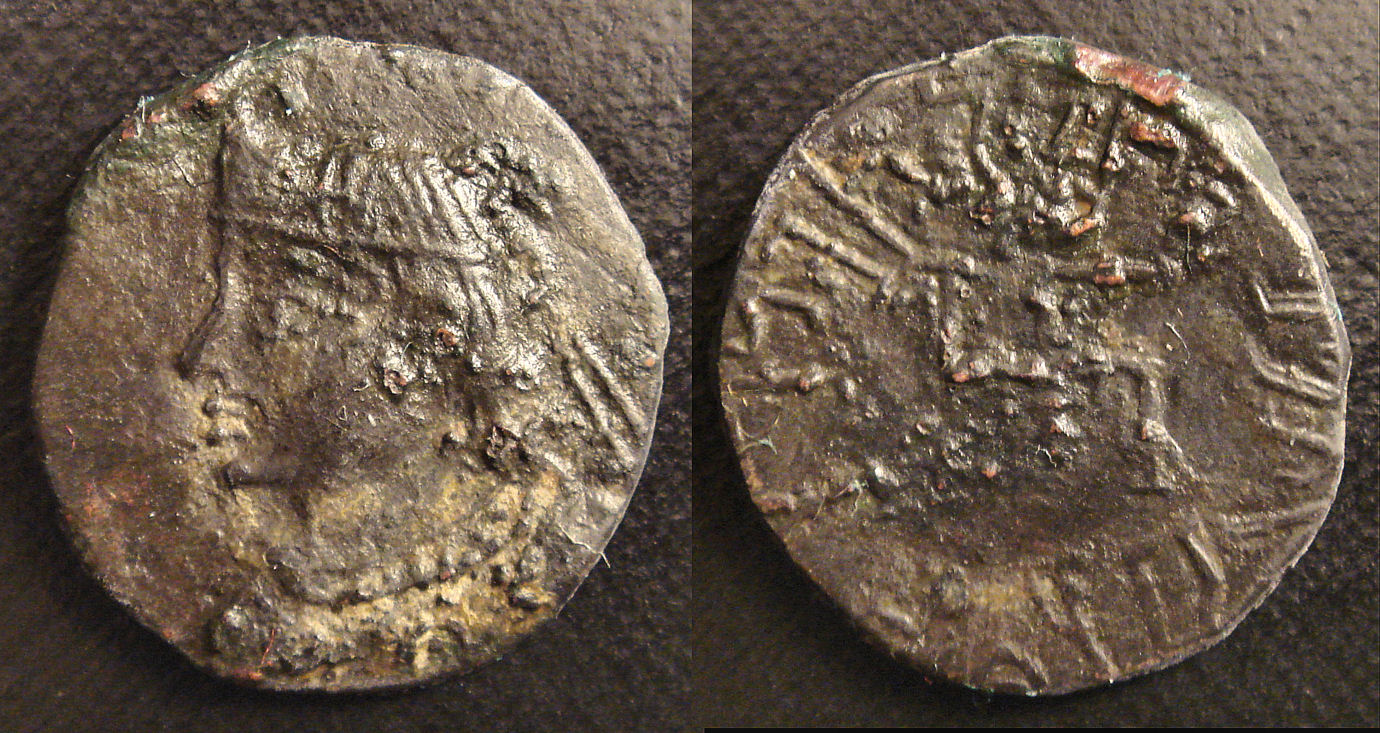
ビマジュナのコイン

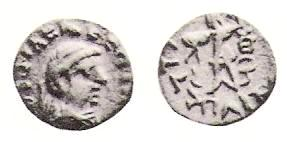
バダヤサのコイン

## インド・スキタイの諸王

### 西北インド
- マウエス（英語版）（前90年 - 前60年）
- ヴォノネス（英語版）（前75年 - 前65年）
- スパラホレス（英語版）（前75年 - 前65年）
- スパリリセス（英語版）（前60年 - 前57年）
  - スパラガダメス（前50年）
- アゼス1世（英語版）（前57年 - 前35年）
- アズィリセス（英語版）（前57年 - 前35年）
- アゼス2世（英語版）（前35年 - 前12年）
- ゼイオニセス（前10年 - 10年）
- カラホステス（前10年 - 10年）
- ハジャトリア

### クシャハラタス
- リアカ・クスルカ
- クスラカ・パティカ
- アブヒラカ
- ブマカ
- ナハパナ

### アプラカラジャス
- ヴィジャヤミトラ
- イトゥラヴァス
- アスパヴァルマ

### パラタラジャス
- クヴスヴメ
- スパジャナ
- スパジャヤム
- ビマジュナ
- ヨラミラ（2世紀）…バガヴェラの子
- アルジュナ（2世紀）…ヨラミラの子
- カリヤナパ
- フヴァラミラ（2世紀）…ヨラミラの子
- ミラヴァラ（2世紀）…フヴァラミラの子
- ミラタクマ（2世紀）…フヴァラミラの子

### 北クシャトラパ（マトゥラー地方）
- ハガマシャ（紀元前1世紀）
- ハガナ（紀元前1世紀）
- ラジュヴラ（10年頃）
- ソダサ…ラジュヴラの子
- カラパッラナ（130年頃）
- ヴァナスパラ（130年頃）

### その他
- バダヤサ
- マムヴァディ
- アルサケス

### 西クシャトラパ
- ナハパナ（119年 - 124年）
- チャシタナ（120年頃）…グサモティカの子
- ジャヤダーマン…チャスタナの子
- ルドラダーマン1世（130年頃 - 150年頃）…ジャヤダーマンの子
- ダマジャダスリ1世（170年 - 175年）
- ジヴァダーマン（175年）
- ルドラシムハ1世（175年 - 188年）
- イスヴァラダッタ（188年 - 191年）
- ルドラシムハ1世（復位、191年 - 197年）
- ジヴァダーマン（復位、197年 - 199年）
- ルドラセーナ1世（200年 - 222年）
- サムガダーマン （222年 - 223年）
- ダーマセーナ（223年 - 232年）
- ダーマジャダスリ2世（232年 - 239年）
- ヴィラダーマン（234年 - 238年）
- ヤソダーマン1世（239年）
- ヴィジャヤセーナ（239年 - 250年）
- ダーマジャダスリ3世（251年 - 255年）
- ルドラセーナ2世（255年 - 277年）
- ヴィスヴァシムハ（277年 - 282年）
- ブラタダルマン（282年 - 295年）
- ヴィスヴァセーナ（293年 - 304年）
- ルドラシムハ2世（304年 - 348年）
- ヤソダーマン2世（317年 - 332年）
- ルドラダーマン2世（332年 - 348年）
- ルドラセーナ3世（348年 - 380年）

## 参考資料
- 『漢書』西域伝